# Космос-2284
Космос-2284 је један од преко 2400 совјетских вјештачких сателита лансираних у оквиру програма Космос.
Космос-2284 је лансиран са космодрома Тјуратам, Бајконур, Казахстан, 29. јула 1994. Ракета-носач Сојуз је поставила сателит у орбиту око планете Земље. 